# Henry Thomas
Henry Thomas (n. 1 iulie 1888, Birmingham, Regatul Unit al Marii Britanii și Irlandei – d. 13 ianuarie 1963, New York City, New York, SUA) a fost un boxer ce a reprezentat Regatul Unit al Marii Britanii și al Irlandei de Nord, medaliat olimpic. A participat la o ediție a Jocurilor Olimpice (1908) în care a câștigat o medalie de aur.

## Participări
Lista de mai jos prezintă principalele competiții la care a participat Henry Thomas de-a lungul carierei.
- boxing at the 1908 Summer Olympics – bantamweight[*]